# وسمة
الوسمة أو الحقيبة (باللاتينية: Isatis) جنس نباتي من الفصيلة الصليبية. يضم أنواعاً عديدة من النباتات البرية. يعرف بورق النيل، أَكثره برِي وبعضه علفي، وبعضه صناعي يستعمل للصباغ.

## من أنواعها الأصيلة فيالوطن العربي
- الوسمة البرتغالية (باللاتينية: Isatis tinctoria) في بلاد الشام والمغرب العربي وتركيا واليونان
- الوسمة الرمادية (باللاتينية: Isatis glauca) في بلاد الشام وتركيا
- وسمة الصباغين (باللاتينية: Isatis tinctoria) في بلاد الشام وأوروبا
- الوسمة الكابادوكية (باللاتينية: Isatis cappadocica) في بلاد الشام وتركيا